# ファラデー定数
ファラデー定数（ふぁらでーていすう、英: Faraday constant）は、電子の物質量あたり電荷（の絶対値）にあたる物理定数である。なお電子に限らず、陽子、陽電子、1価イオンなど、電荷の絶対値が電気素量に等しい ( |Q| = e) 粒子なら何を使っても同様に定義できる。この定数は電気化学の化学量論的計算に用いられる。
イギリスの科学者、マイケル・ファラデーに因む。記号 F で表す。

## 定義と数値
電気素量とアボガドロ定数の積に等しい。2019年5月以降の国際単位系(SI)の定義では、電気素量もアボガドロ定数も正確な値をもつ定義値なので、ファラデー定数は、正確に、96485.3321233100184 C/mol　である。
CODATA（2018年）が掲げる数値は、上記の値を有効数字10桁とした、
{\displaystyle F=N_{\mathrm {A} }e=96\ 485.332\ 12...\;{\hbox{C}}/{\hbox{mol}}}
である。
ときおり「電子 1 mol 当たりの電荷」と説明されることがある。単位のファラデー (Fd) を使えばファラデー定数は厳密に
F = 1 Fd/mol
となる。ただし単位のファラデーは現在では使われない。

## エネルギーとの関係
電荷（電気量）の単位であるクーロンがJ/Vの単位を持つことから明らかなように，ファラデー定数は(J/mol)/Vの単位を持つ．すなわちファラデー定数は電圧（電位差）とエネルギーの変換係数でもある．実際には，ギブスエネルギー変化{\displaystyle \Delta G}と
{\displaystyle \Delta G=ZF\Delta E}
の関係にある．これは電荷{\displaystyle Z}の粒子1 molを電位差{\displaystyle \Delta E}の場所に移動するのに必要な仕事（エネルギー）に相当する．